# 托伊費爾斯山
47°23′52″N 11°31′35″E / 47.397698°N 11.526262°E

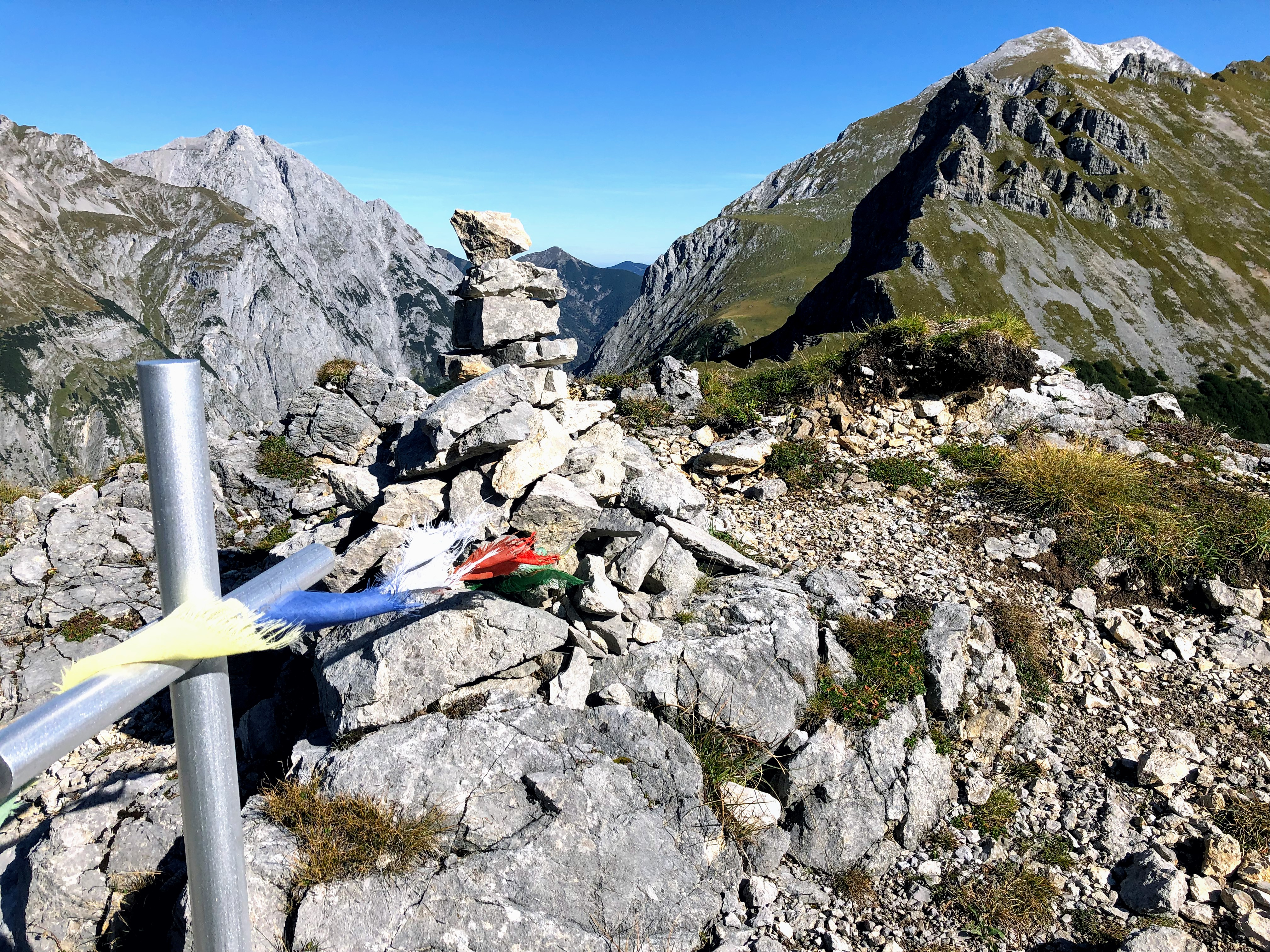

托伊費爾斯山（德語：Teufelskopf），是奧地利的山峰，位於該國西部，由蒂羅爾州負責管轄，屬於卡爾文德爾山脈的一部分，距離德賴欽肯峰1公里，海拔高度1,978米。